# Liste der Bodendenkmäler in Heilsbronn
Auf dieser Seite sind die Bodendenkmäler in der mittelfränkischen Stadt Heilsbronn zusammengestellt. Diese Tabelle ist eine Teilliste der Liste der Bodendenkmäler in Bayern. Grundlage ist die Bayerische Denkmalliste, die auf Basis des Bayerischen Denkmalschutzgesetzes vom 1. Oktober 1973 erstmals erstellt wurde und seither durch das Bayerische Landesamt für Denkmalpflege geführt wird. Die folgenden Angaben ersetzen nicht die rechtsverbindliche Auskunft der Denkmalschutzbehörde.

## Bodendenkmäler in Heilsbronn
| Lage       | Objekt                                                                                   | Akten-Nr.     | Bild |
| ---------- | ---------------------------------------------------------------------------------------- | ------------- | ---- |
| (Standort) | Siedlung der Steinzeiten.                                                                | D-5-6630-0015 |      |
| (Standort) | Mittelalterliche und frühneuzeitliche Befunde im Bereich der Evang.-Luth. Pfarrkirche    | D-5-6630-0025 |      |
| (Standort) | Befestigung des Klosterorts Heilsbronn.                                                  | D-5-6630-0027 |      |
| (Standort) | Freilandstation des Mesolithikums, Siedlung des Neolithikums sowie Siedlung              | D-5-6630-0029 |      |
| (Standort) | Siedlung der Metallzeiten.                                                               | D-5-6630-0034 |      |
| (Standort) | Freilandstation des Mesolithikums.                                                       | D-5-6630-0036 |      |
| (Standort) | Siedlung des Neolithikums.                                                               | D-5-6630-0037 |      |
| (Standort) | Mittelalterliche und frühneuzeitliche Befunde im Bereich der ehem. Katharinenkirche.     | D-5-6630-0041 |      |
| (Standort) | Mittelalterlicher Burgstall.                                                             | D-5-6630-0042 |      |
| (Standort) | Mesolithische Freilandstation.                                                           | D-5-6630-0043 |      |
| (Standort) | Mittelalterlicher Burgstall.                                                             | D-5-6630-0044 |      |
| (Standort) | Siedlung vor- und frühgeschichtlicher Zeitstellung.                                      | D-5-6630-0047 |      |
| (Standort) | Siedlung vor- und frühgeschichtlicher Zeitstellung.                                      | D-5-6630-0048 |      |
| (Standort) | Siedlung vor- und frühgeschichtlicher Zeitstellung.                                      | D-5-6630-0049 |      |
| (Standort) | Siedlung vor- und frühgeschichtlicher Zeitstellung.                                      | D-5-6630-0050 |      |
| (Standort) | Grabhügel vorgeschichtlicher Zeitstellung.                                               | D-5-6630-0051 |      |
| (Standort) | Mittelalterliche Befestigungsanlage.                                                     | D-5-6630-0052 |      |
| (Standort) | Grabhügel vorgeschichtlicher Zeitstellung.                                               | D-5-6630-0053 |      |
| (Standort) | Siedlung vorgeschichtlicher Zeitstellung.                                                | D-5-6630-0061 |      |
| (Standort) | Siedlung vorgeschichtlicher Zeitstellung.                                                | D-5-6630-0062 |      |
| (Standort) | Freilandstation des Mesolithikums, Siedlung des Neolithikums                             | D-5-6630-0063 |      |
| (Standort) | Siedlung vorgeschichtlicher Zeitstellung, Siedlung der Steinzeiten.                      | D-5-6630-0064 |      |
| (Standort) | Siedlung vor- und frühgeschichtlicher Zeitstellung.                                      | D-5-6630-0065 |      |
| (Standort) | Grabhügel vorgeschichtlicher Zeitstellung.                                               | D-5-6630-0066 |      |
| (Standort) | Siedlung der Steinzeiten.                                                                | D-5-6630-0068 |      |
| (Standort) | Siedlung der Steinzeiten.                                                                | D-5-6630-0069 |      |
| (Standort) | Siedlung der Steinzeiten.                                                                | D-5-6630-0070 |      |
| (Standort) | Freilandstation des Mesolithikums.                                                       | D-5-6630-0073 |      |
| (Standort) | Siedlung vorgeschichtlicher Zeitstellung.                                                | D-5-6630-0074 |      |
| (Standort) | Siedlung vor- und frühgeschichtlicher Zeitstellung.                                      | D-5-6630-0076 |      |
| (Standort) | Freilandstation des Mesolithikums.                                                       | D-5-6630-0078 |      |
| (Standort) | Siedlung vor- und frühgeschichtlicher Zeitstellung.                                      | D-5-6630-0079 |      |
| (Standort) | Siedlung vor- und frühgeschichtlicher Zeitstellung.                                      | D-5-6630-0081 |      |
| (Standort) | Siedlung vor- und frühgeschichtlicher Zeitstellung.                                      | D-5-6630-0082 |      |
| (Standort) | Siedlung vor- und frühgeschichtlicher Zeitstellung.                                      | D-5-6630-0083 |      |
| (Standort) | Freilandstation des Mesolithikums.                                                       | D-5-6630-0114 |      |
| (Standort) | Mittelalterliche und frühneuzeitliche Befunde im Bereich des Klosterortes Heilsbronn.    | D-5-6630-0136 |      |
| (Standort) | Grabhügel vorgeschichtlicher Zeitstellung.                                               | D-5-6630-0142 |      |
| (Standort) | Siedlung der Steinzeiten.                                                                | D-5-6630-0164 |      |
| (Standort) | Grabhügel vorgeschichtlicher Zeitstellung.                                               | D-5-6630-0165 |      |
| (Standort) | Siedlung der Steinzeiten.                                                                | D-5-6630-0166 |      |
| (Standort) | Grabhügel der Metallzeiten.                                                              | D-5-6630-0167 |      |
| (Standort) | Mittelalterliche und frühneuzeitliche Befunde im Bereich der ehem. Klosterspitalkapelle. | D-5-6630-0168 |      |
| (Standort) | Mittelalterliche und frühneuzeitliche Befunde im Bereich der Evang.-Luth. Filialkirche   | D-5-6630-0171 |      |
| (Standort) | Mittelalterliche und frühneuzeitliche Befunde im Bereich Evang.-Luth. Pfarrkirche        | D-5-6630-0175 |      |
| (Standort) | Mittelalterliche und frühneuzeitliche Befunde im Bereich der Evang.-Luth. Filialkirche   | D-5-6630-0177 |      |
| (Standort) | Mittelalterliche und frühneuzeitliche Befunde im Bereich der Evang.-Luth. Pfarrkirche    | D-5-6630-0179 |      |
| (Standort) | Mittelalterliche und frühneuzeitliche Befunde im Bereich der ehem. Wassermühle           | D-5-6630-0182 |      |
| (Standort) | Bestattungsplatz vorgeschichtlicher Zeitstellung mit Grabhügeln.                         | D-5-6630-0186 |      |
| (Standort) | Siedlung des späten Mittelalters.                                                        | D-5-6630-0196 |      |
| (Standort) | Siedlung vor- und frühgeschichtlicher Zeitstellung.                                      | D-5-6631-0050 |      |
| (Standort) | Grabhügel vorgeschichtlicher Zeitstellung.                                               | D-5-6631-0052 |      |